# Pisaura sublama
Pisaura sublama là một loài nhện trong họ Pisauridae.
Loài này thuộc chi Pisaura. Pisaura sublama được miêu tả năm 2000 bởi Zhang.